# Кошбук, Джордже
Джо́рдже Кошбу́к (рум. George Coşbuc; 20 сентября 1866, Бистрица — 9 мая 1918, Бухарест) — румынский поэт.

## Биография
Родился в Трансильвании, город Бистрица. Джордже был восьмым из четырнадцати детей греко-католического священника Себастиана Кошбука и его супруги Марии.
Собирал и переводил народные легенды, предания, сказки, анекдоты («Blăstem de mamă», «Fata Craiuluĭ din Cetini», «Fulger», «Laur Bălaur» и др.). В 1890 году переехал в Бухарест, где издал «Balade şi idile» (1893) и «Fire de tort» (1896), опубликовал массу стихотворений в журналах, составил по поручению министерства просвещения историю освободительной войны.
Кошбук внёс в румынскую литературу жизнерадостное начало, неизвестное Эминеску и его многочисленным подражателям. По достоинствам изящного и энергичного стиха, Кошбук считался первым среди современных ему румынских поэтов. Его лучшее произведение — поэма «Свадьба Замфиры» (рум. «Nunta Zamfirei»).
В 1916 году был избран в действительные члены Румынской академии.
Похоронен в Бухаресте на кладбище Беллу. В 1996 году в Аллее Классиков в Кишинёве был установлен бюст поэта (скульптор Константин Попович).